# Мужские союзы
Мужские союзы — общественный институт, уходящий корнями в первобытно-общинный строй и основанный на полово-возрастном делении общества на две группы — группу взрослых мужчин и группу женщин и детей. Такое разделение также сопровождается разделением труда по половому признаку и половой табуацией. На ранних стадиях развития общества обособление группы взрослых мужчин получает религиозное оформление в виде особых обрядов инициации (посвящения в мужчины), отличающихся у различных племён и народов.
Мужские союзы выросли из «мужских домов», являвшихся сначала лишь местом жительства холостых мужчин, превратившись в организационные центры со своими руководителями, тайными языками, обрядами инициации, ритуалами и церемониями
Последним этапом эволюции мужских союзов можно считать так называемые «тайные сообщества».